# 納塔利夫卡 (索洛涅區)
48°5′54″N 34°27′20″E / 48.09833°N 34.45556°E
納塔利夫卡（烏克蘭語：Наталівка），是位於烏克蘭中部的村落，隸屬第聶伯羅彼得羅夫斯克州的第聶伯羅區。該村處於柳比米夫卡河畔，距離巴甫利夫卡6公里，海拔高度123米，2001年人口369。